# Ștefan al III-lea de Neapole
Ștefan al III-lea (d. 832) a fost duce de Neapole într-o perioadă de importantă schimbare în istoria ducatului, de la anul 821 pînă la moarte. Până la sfârșitul domniei sale, Neapole a devenit complet independent față de Imperiul Bizantin.
În 818, ducatul nu era încă ereditar, fiind o perioadă în care patrikios-ul bizantin din Sicilia era cel care încă îi numea pe ducii de Neapole și fără a avea neapărat aprobarea imperială. Acest lucru s-a repetat în 821, însă ducele numit a fost alungat din Napoli, în locul său populația preferându-l pe Ștefan al III-lea. Acesta a fost primul duce care a emis monede cu inițialele sale proprii, iar nu cu cele ale împăratului din Bizanț. El nu era legat în niciun fel de Imperiul de la Constantinopol.